# La Sonora Dinamita

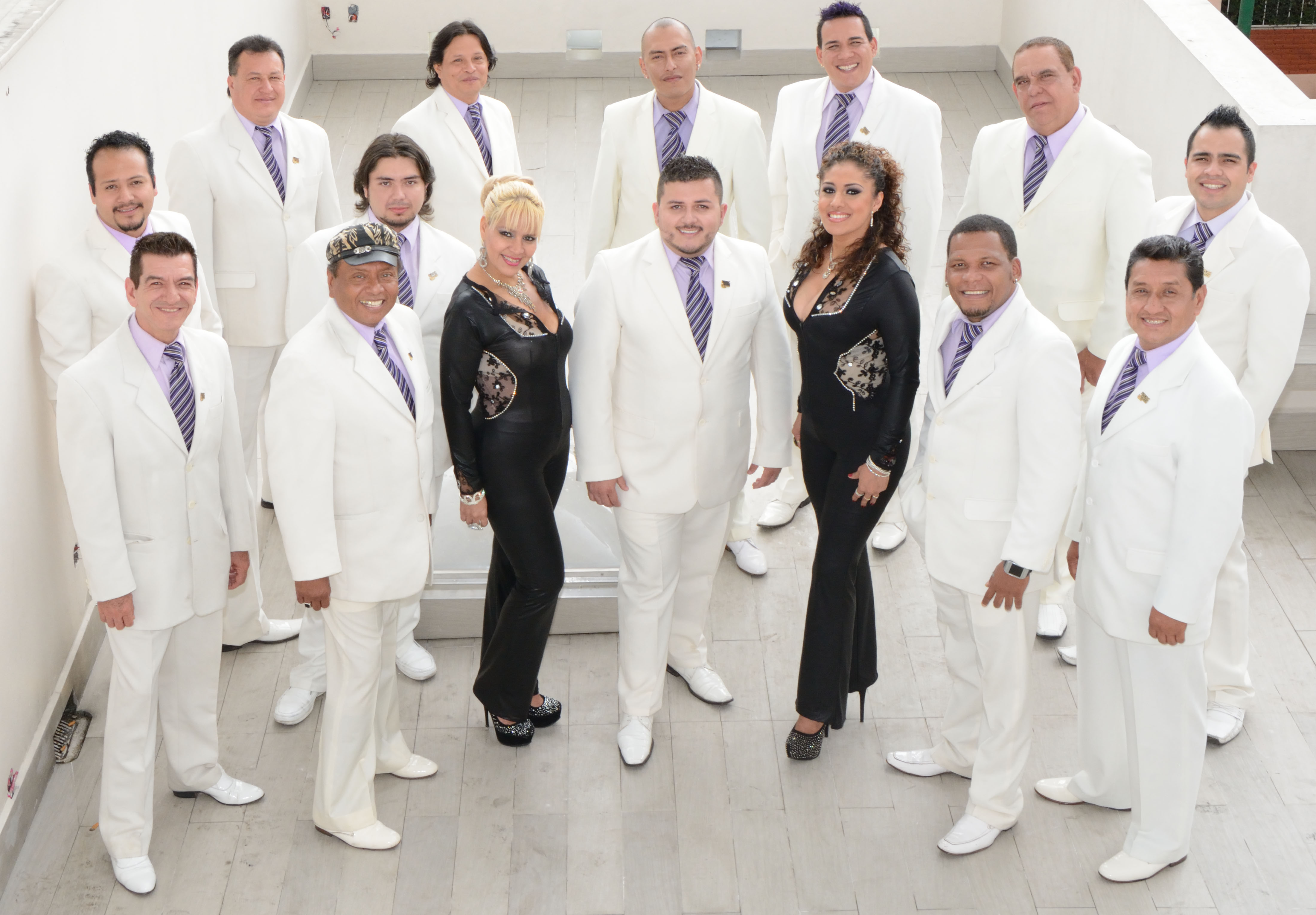
Die Sonora Dinamita im Jahr 2016

La Sonora Dinamita ist eine mexikanisch-kolumbianische Cumbiagruppe.

## Geschichte
La Sonora Dinamita machte die Cumbia von Kolumbien in Lateinamerika, vor allem in Mexiko, und in der Welt bekannt. Die Band wurde 1960 von Lucho Argaín in Cartagena de las Indias an der kolumbianischen Karibikküste gegründet. 1963 löste sich die Gruppe vorübergehend auf, wurde jedoch 1975 von Julio Ernesto Estrada „Fruko“ Rincón, dem künstlerischen Direktor der kolumbianischen Plattenfirma Disco Fuentes, neu gegründet. 1981 änderte sich die Besetzung der Gruppe, Sängerinnen wie Mélida Yará, Vilma Díaz, Margarita Vargas, Susana Velasques und andere begleiteten die zehnköpfige Blaskapelle.
La Sonora Dinamita arbeitet für Apodaca Music Group, eines der größten Musikmanagement-Unternehmen für lateinamerikanische Talente. Zu den bekanntesten Hits der Sonora Dinamita gehören Se me perdió la Cadenita, El Africano, El Viejo del Sombrerón, A mover la Colita und Ay Chave.

## Diskografie
- Mi Cucu (1990)
- Y Sus Estrellas (1991)
- Insuperable (1992)
- Chispeante! (1993)
- Y Sigue La Fiesta (1994)
- La Leyenda Vol. 1 (1995)
- Cumbia Caliente (1996)
- La Original (1996)
- La Reina De La Cumbia (1997)
- En De Que Te Vi Chile (1998)
- Esto Si Es Dinamita (1999)
- La Mera Mera (1999)
- De Reventón (2000)
- 20 Grandes Exitos (2000)
- Navidades Con (2001)
- Cumbia Pa’ Todo El Mundo (2002)
- Yo Soy La Cumbia (2002)
- Tributo A Lucho Argain Vol. 1 (2002)
- Tributo A Lucho Argain Vol. 2 (2002)
- 32 Cañonazos 2 CD (2002)
- Canta Como (2002)
- A Seguir Bailando (2003)
- Hecho En Mexico (2003)
- Dinamitazos Chilangos (2004)
- Testamento Explosivo "Herencia Musical De Lucho" (2004)
- La India Meliyara Y Sus Exitos Con... (2004)
- Margarita Y Sus Grandes Exitos Con... (2004)
- Dinamitazos De Oro Decada De Los 60 (2004)
- Dinamitazos De Oro Decada De Los 70 (2005)
- Dinamitazos De Oro Decada De Los 80 "1980-1984" (2005)
- Dinamitazos De Oro Decada De Los 80 "1985-1989" (2005)
- Cumbia Pa’ Saborear (2005)
- Dinamitazos De La Cumbia 3 CD (2005)
- Gold 3 CD (2006)
- La Sonora Dinamita En Concierto 2 CD (2007)
- Juntos por la Sonora (2016)

## Auszeichnungen für Musikverkäufe
| 3× Goldene Schallplatte - Mexiko - 2017: für das Album Juntos por la Sonora |

| Land/RegionAuszeichnungen für Musikverkäufe (Land/Region, Auszeichnungen, Verkäufe, Quellen) | Gold  | Platin  | Verkäufe | Quellen         |
| -------------------------------------------------------------------------------------------- | ----- | ------- | -------- | --------------- |
| Mexiko (AMPROFON)                                                                            | Gold1 | Platin1 | 90.000   | amprofon.com.mx |
| Insgesamt                                                                                    | Gold1 | Platin1 |          |                 |